# Hope Racing
Hope Racing, en forme longue Hope Polevision Racing, est une écurie de sport automobile suisse basée à Gruyères,. En 2011,  elle devient la première écurie à engager une voiture hybride aux 24 Heures du Mans. L'écurie change de propriétaire en 2013 et devient Morand Racing.

## Historique

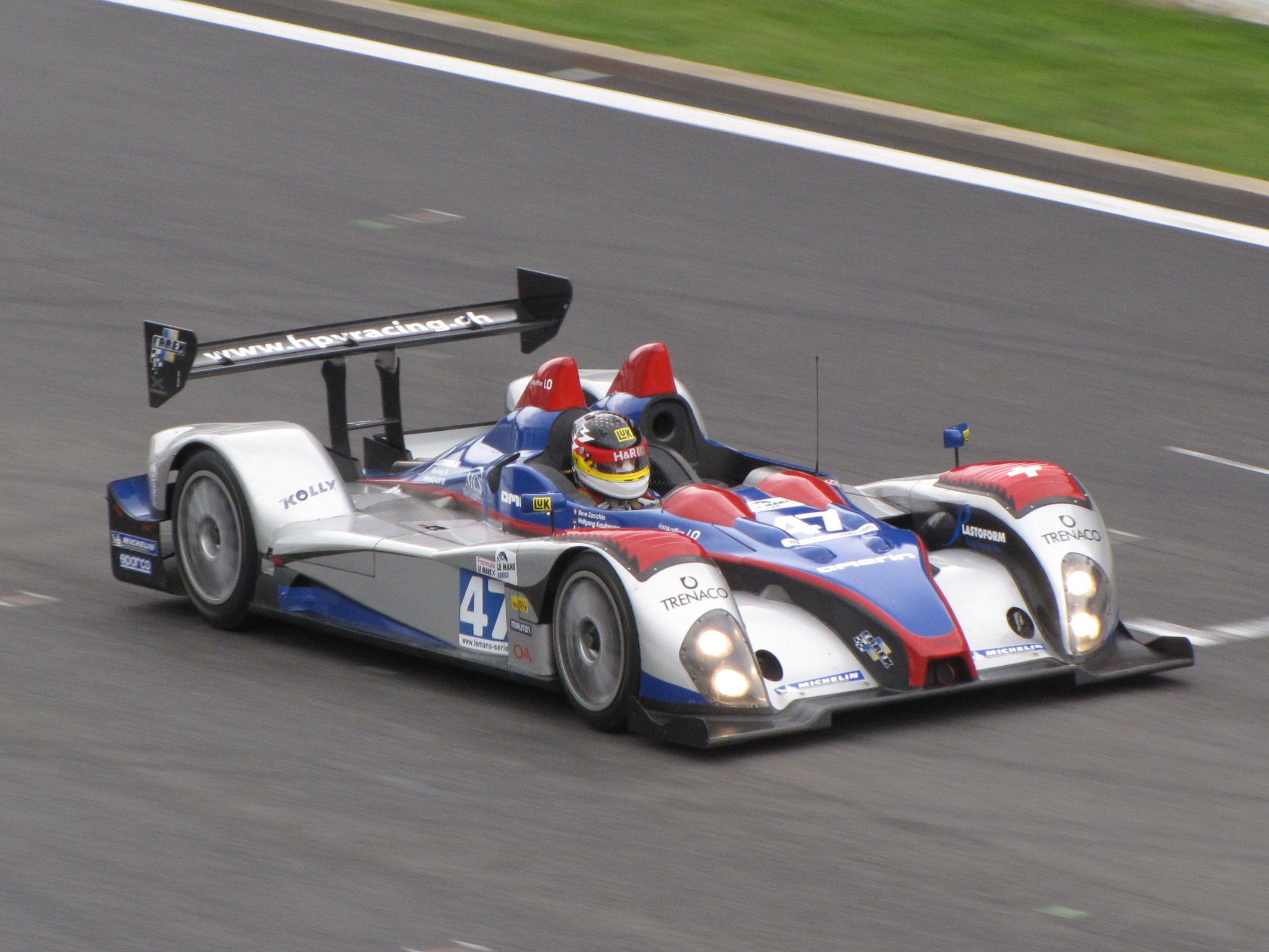
Wolfgang Kaufmann au volant de l'Oreca FLM09 lors des 1 000 kilomètres de Spa 2010.

Hope racing s'engage en endurance en 2010 et aligne une Formule Le Mans en Le Mans Series. L'écuire termine deuxième du championnat.
L'écurie aligne une Oreca 01 Swiss Hy Tech-Hybrid aux 24 Heures du Mans 2011. Elle devient la première écurie à engager une automobile hybride électrique aux 24 Heures du Mans,,,.
En 2013, Benoît Morand, jusqu'alors directeur sportif, devient le propriétaire de l’écurie et la renomme Morand Racing,.